# Port (okręg historyczny)

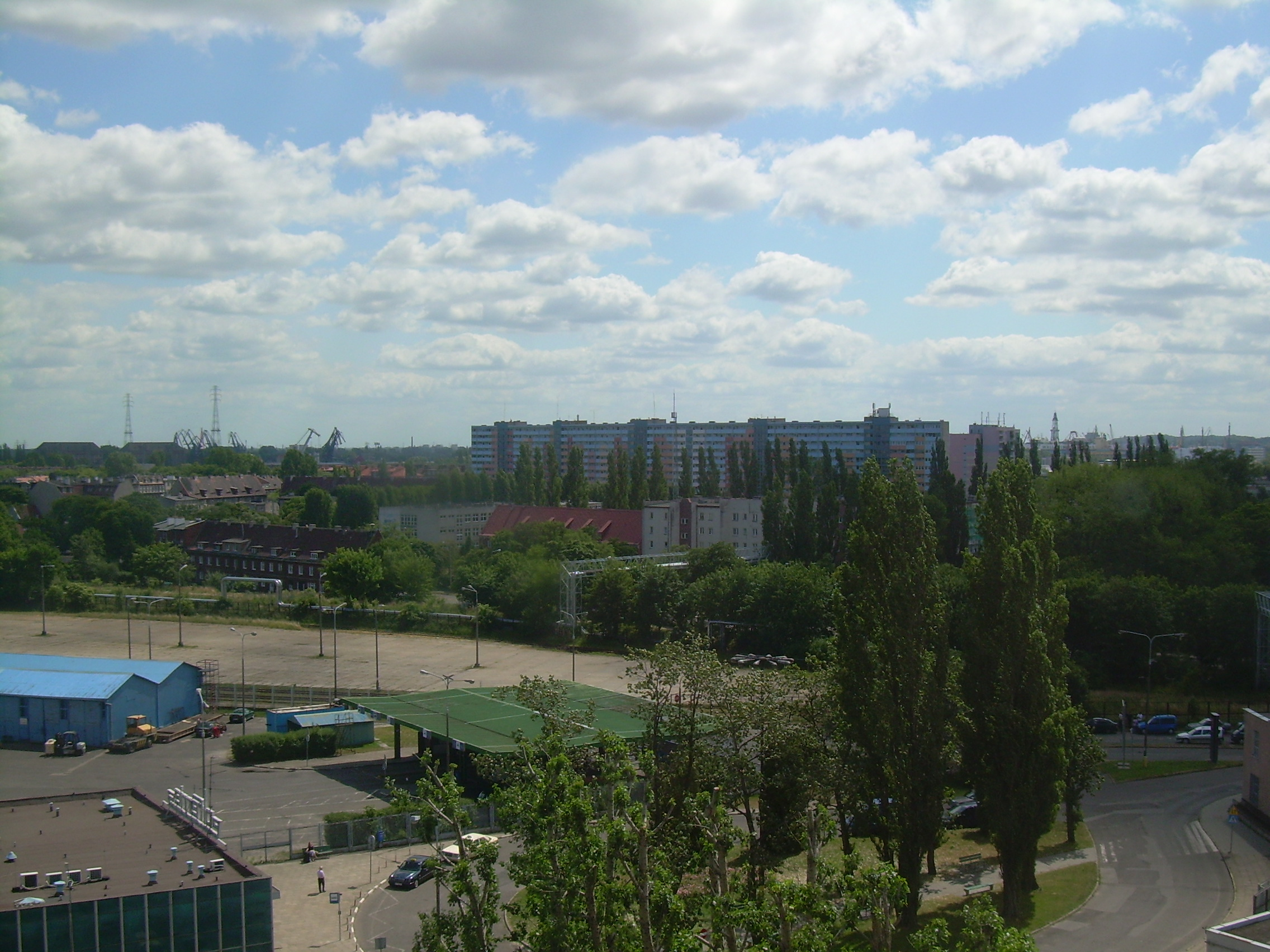
Widok na część okręgu historycznego Port

Port – jeden z sześciu okręgów historycznych w Gdańsku. W tym obszarze położone są wszystkie obiekty portu morskiego Gdańsk.
W skład okręgu wchodzą następujące jednostki morfogenetyczne:
- Brzeźno
- Górki Zachodnie
- Krakowiec
- Las Miejski
- Młyniska
- Nowy Port
- Oliwskie Łąki
- Ostrów
- Port Północny
- Przeróbka
- Sączki
- Sienna Grobla II
- Składy
- Stogi
- Wisłoujście
- Westerplatte
- Zaspa.